# Dombrot-le-Sec
Dombrot-le-Sec ist eine französische Gemeinde mit 358 Einwohnern (Stand: 1. Januar 2022) im Département Vosges der Region Grand Est. Sie gehört zum Arrondissement Neufchâteau und zum Gemeindeverband Les Vosges côté Sud-Ouest. Die Bewohner werden Dombriciens und Dombriciennes oder Dombrotiens und Dombrotiennes genannt.

## Geografie

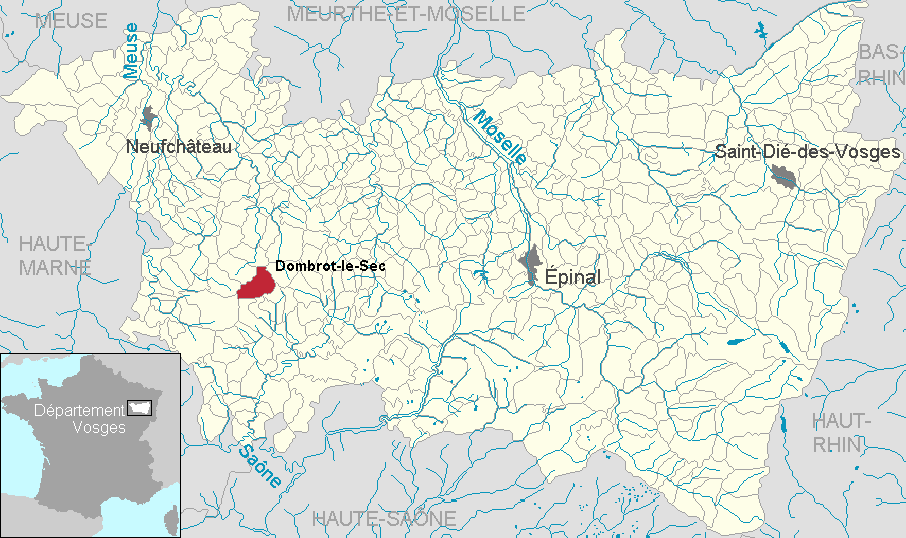
Lage der Gemeinde Dombrot-le-Sec im Département Vosges

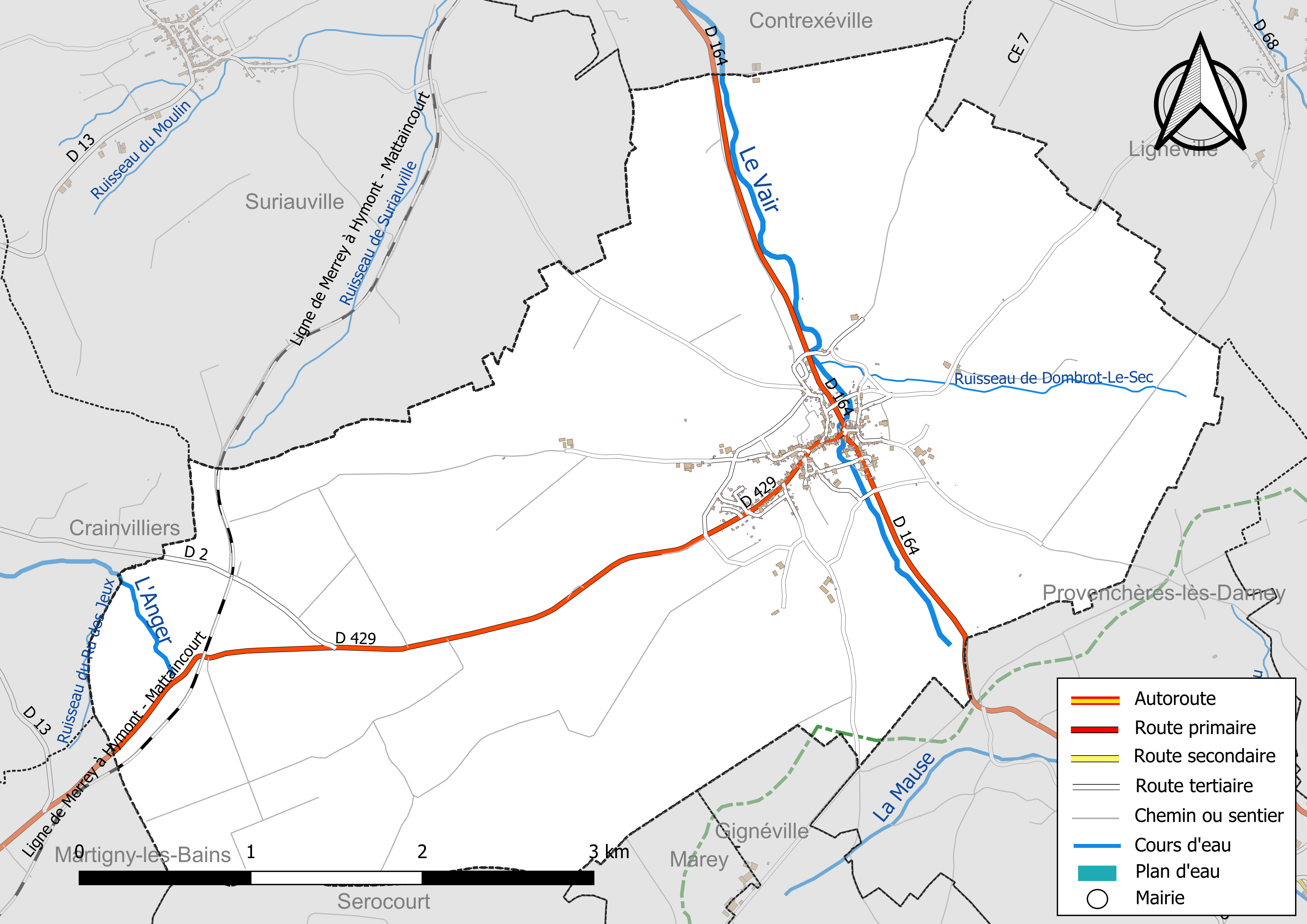
Gewässer und Straßen der Gemeinde

Die Gemeinde Dombrot-le-Sec liegt etwa sieben Kilometer südwestlich von Vittel und etwa 43 Kilometer westlich von Épinal im Südwesten der historischen Region Lothringen.
Das fast 19 km² große Gemeindegebiet von Dombrot-le-Sec erstreckt sich im Bereich der Monts Faucilles an der Wasserscheide der Einzugsgebiete von Maas und Saône. In der Gemeinde entspringt der Vair, ein 65 km langer Nebenfluss der oberen Maas. Etwa 400 Hektar des südwestlichen Gemeindeareals sind bewaldet.
Etwa 14 Kilometer nördlich von Dombrot, ebenfalls am Fluss Vair, liegt eine namensgleiche Gemeinde. Zur besseren Unterscheidung wurden die Dörfer in Dombrot-sur-Vair und Dombrot-le-Sec (sec = trocken) umbenannt.
Nachbargemeinden von Dombrot-le-Sec sind Contrexéville im Norden, Lignéville im Nordosten, Viviers-le-Gras im Südosten, Gignéville, Marey und Serocourt im Süden, Martigny-les-Bains im Südwesten sowie Crainvilliers im Westen.

## Geschichte
Dombrot-le-Sec gehörte 1711 zum Herrschaftsbereich von Claude-Rene de Lignéville, der Gräfin von Monchat. Von 1751 bis zur Französischen Revolution war Dombrot-le-Sec Teil der Vogtei in Darney. Die Bewohner gehörten zur Pfarrei Vittel.

### Bevölkerungsentwicklung
| Jahr      | 1962 | 1968 | 1975 | 1982 | 1990 | 1999 | 2006 | 2014 | 2021 |
| Einwohner | 342  | 369  | 379  | 406  | 409  | 358  | 342  | 373  | 361  |

Im Jahr 1841 wurde mit 661 Bewohnern die bisher höchste Einwohnerzahl ermittelt. Die Zahlen basieren auf den Daten von cassini.ehess und INSEE.

## Sehenswürdigkeiten
- Wehrkirche Saint-Brice (St. Brictius) aus dem 13. Jahrhundert, seit 1907 als Monument historique klassifiziert[4]
- Schloss (Château de Dombrot) aus dem 17. Jahrhundert

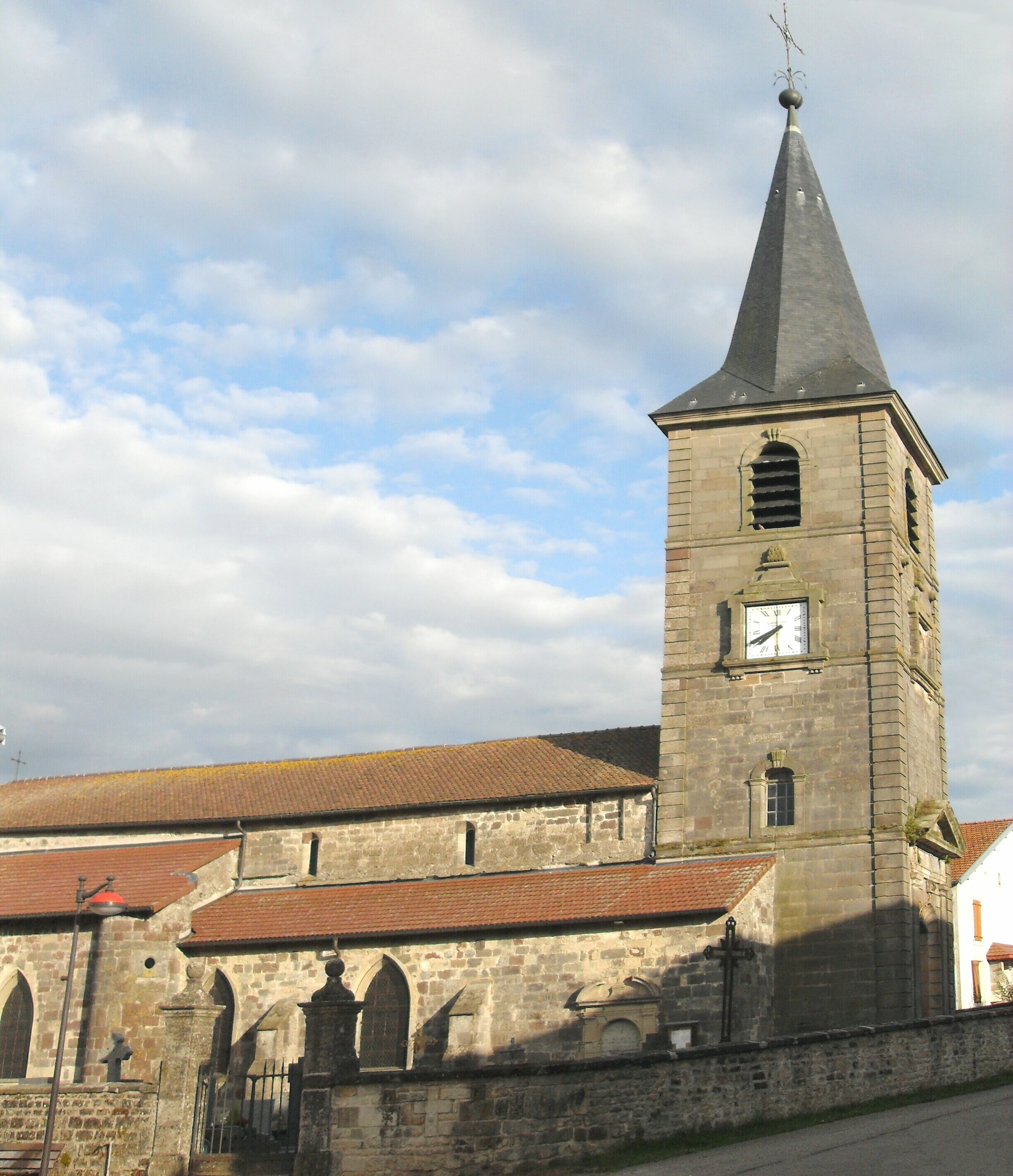
Wehrkirche Saint-Brice
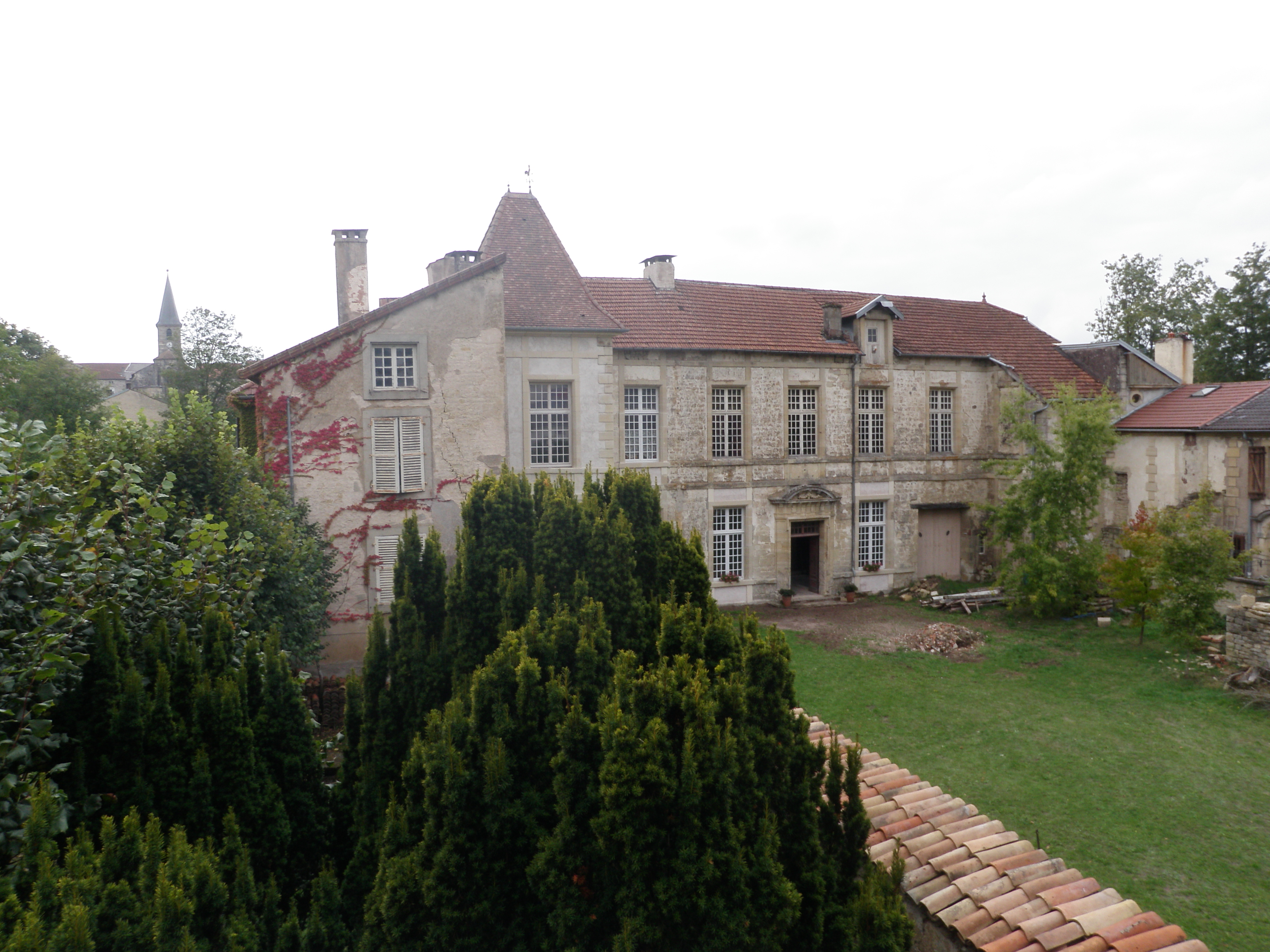
Schloss Dombrot

## Persönlichkeiten
- Jean-Alexandre Guinot (1814–1884), römisch-katholischer Geistlicher, Historiker und Schriftsteller

## Wirtschaft und Infrastruktur
In der Gemeinde sind 18 Landwirtschaftsbetriebe ansässig (Getreideanbau, Milchwirtschaft, Zucht von Pferden, Rindern, Schafen und Ziegen).
Dombrot-le-Sec ist ein regionaler Verkehrsknotenpunkt. Hier zweigt die in Richtung Langres führende D 429 von der D 164 (Neufchâteau–Bains-les-Bains) ab.

## Belege
1. ↑   Dombrot-le-Sec auf vosges-archives.com (Memento vom 8. Dezember 2015 im Internet Archive) (PDF-Datei, französisch; 69 kB)
2. ↑  Dombrot-le-Sec auf cassini.ehess
3. ↑  Dombrot-le-Sec auf INSEE
4. ↑  Église St-Brice in der Base Mérimée des französischen Kulturministeriums (französisch)
5. ↑  Landwirtschaftsbetriebe auf annuaire-mairie.fr (französisch)